# Oeiras e São Julião da Barra
Oeiras e São Julião da Barra ist eine Gemeinde in Portugal, im Kreis Oeiras. Mit einer Fläche von 6,7 km² und 33.741 Einwohnern (Stand 30. Juni 2011) beträgt die Bevölkerungsdichte 5020 Einwohner je km². Die Schutzpatronin der Gemeinde ist Nossa Senhora da Purificação (Maria), sowie der Kleinstadt Oeiras.

## Bauwerke

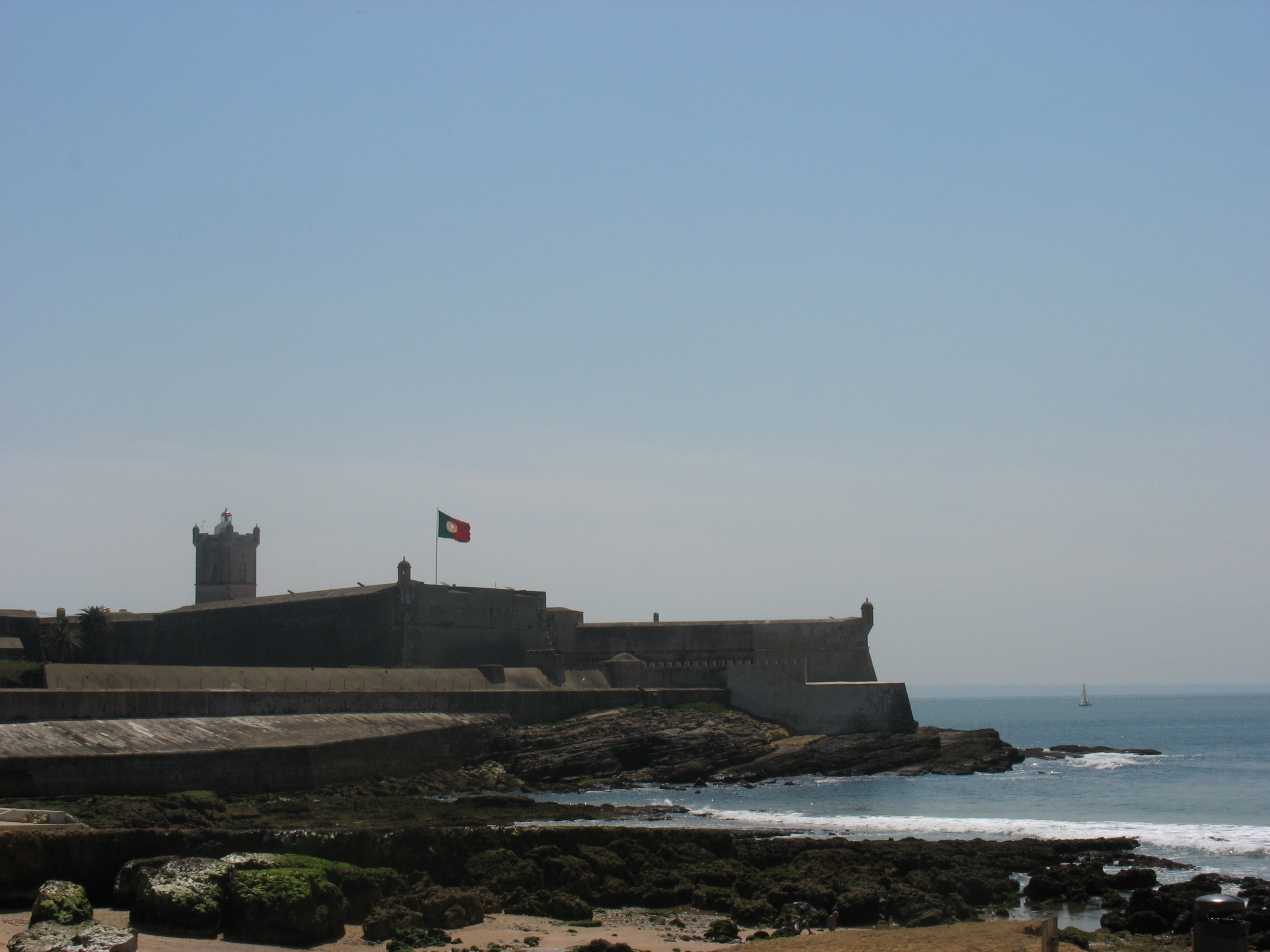
Befestigung von São Julião da Barra

- Palast des Marquês do Pombal
- Leuchtturm von Bugio
- Fort São Julião da Barra
- Pelourinho de Oeiras

## Handel und Dienstleistungen
In der Stadt Oeiras, die sich in einem Umstrukturierungsprozess befindet, wurde 2008 der erste Laden der Kette HK(Happy Kids) Gift gegenüber der Kirche eröffnet, was ein Merkmal der Veränderung darstellt. Durch Restaurierung des Ägyptischen Palasts, und Neueröffnung 2009, entstand ein neuer Treffpunkt für kulturelle Veranstaltungen. Weiters ist die modernisierte Rekonstruktion des Markts in Planung.

## Gastronomie
Regionale Süßspeisen-Spezialität: Käsekuchen von Oeiras (Queijada de Oeiras)